# Yes (команда)
yes — команда UNIX, яка виводить рядок «y» або будь-який інший, зазначений як аргумент цієї команди.

## Опис команди
Програма yes без жодних параметрів відображає безліч символів «y», за кожним з яких слідує символ кінця рядка. За наявності параметрів вона виводить ці параметри, також додаючи в кінець символ переносу рядка. Таким чином вона працюватиме доки її не завершить користувач або не завершиться програма, до якої було перенаправлено її вихідний потік.

## Використання
Команда рідко використовується сама по собі. Набагато частіше вона з'єднується з іншими програмами за допомогою конвеєра. Yes може використовуватися у таких випадках:
- Для позитивної відповіді (або ж негативної, «yes n») на багато послідовних питань, наприклад
$ yes | rm -r ~/.* (те саме, що й rm -rf ~/.*)
щоб видалити всі налаштування користувача.
- Для запуску деякої команди дуже багато разів:
$ yes ls | sh
- Команда yes може також застосовуватися зовсім не за призначенням, наприклад для генерації звуку з частотою 4 кГц:
$ yes > /dev/dsp
Або для тестування стабільності роботи комп'ютера при сильному навантаженні на центральний процесор, наприклад 
$ yes > /dev/null